# Emilia Kozieradzka
Emilia Kozieradzka (ur. 30 czerwca 1828 w Sokołowie Podlaskim, zm. 17 listopada 1847 w Warszawie) – polska śpiewaczka operowa.

## Życiorys
Była starszą siostrą Adolfa Kozieradzkiego. Pobierała lekcje śpiewu u Jana Ludwika Quattriniego (wł. Giovanni Quattrini), debiutowała wiosną 1847 w Teatrze Wielkim. Wystąpiła 10 czerwca tego samego roku w operze Montechi i Capuletti oraz 25 lipca w Don Juanie partię Zerliny i tym samym otrzymała angaż w operze warszawskiej. 